# Бурбелюк Ганна Сергіївна
Ганна Сергіївна Бурбелюк (15 червня 1993, Сімферополь, Україна) — українська волейболістка, догравальник. Гравець національної збірної.

## Із біографії
Вихованка групи підготовки «Сєвєродончанки». Перший тренер — В. Плішко. Виступала за клуби «Сєвєродончанка», «Прибужжя» (Брест), «Хапоель» (Емек-Хефер), «Алмати» і «Оломоуц». У складі команди з Луганської області здобувала «срібло» чемпіонату України і двічі грала у фіналах національного кубка. У сезоні 2019/2020 її «Оломоуц» переміг у кубку Чехії і виступав у єврокубках: у кваліфікації Ліги чемпіонів поступився южненському «Хіміку», а в 1/16 фіналу Кубка ЄКВ — італійському клубові з Бусто-Арсіціо.
В національній збірній дебютувала в 2011 році. Того сезону грала на чемпіонаті Європи, де українки посіли 15 місце. Майстер спорту України.

## Клуби
| Роки      | Команди                |
| --------- | ---------------------- |
| 2009—2014 | «Сєвєродончанка»       |
| 2014—2015 | «Прибужжя» (Брест)     |
| 2016—2017 | «Хапоель» (Емек-Хефер) |
| 2017—2018 | «Алмати»               |
| 2019—2020 | «Оломоуць»             |

## Досягнення
- Срібний призер чемпіонату України (1): 2014
- Бронзовий призер чемпіонату України (2): 2010, 2011
- Срібний призер кубка України (2): 2013, 2014
- Володар кубка Чехії (1): 2020

## Галерея
Ганна Бурбелюк у складі «Сєвєродончанки» (№ 6)

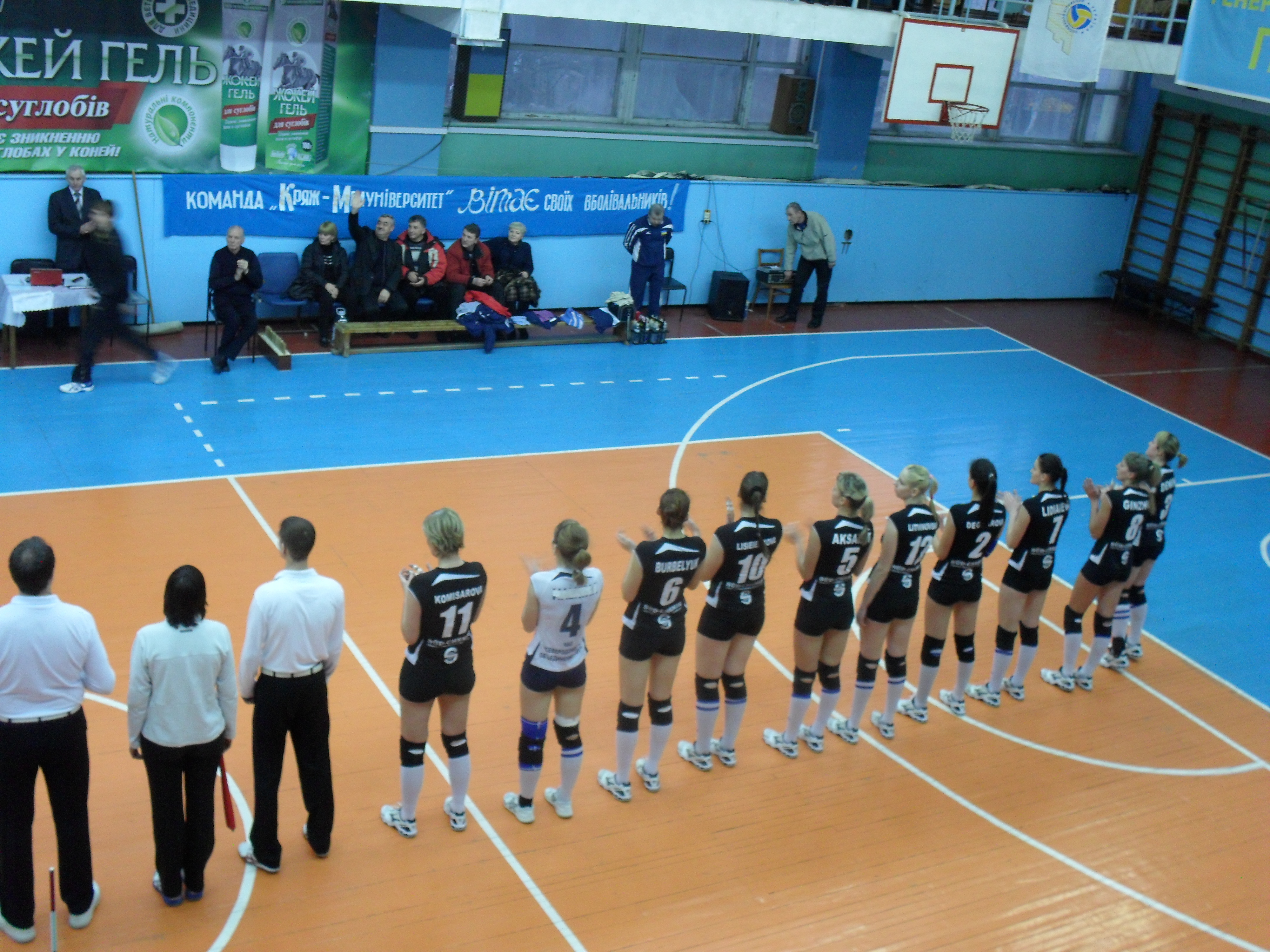
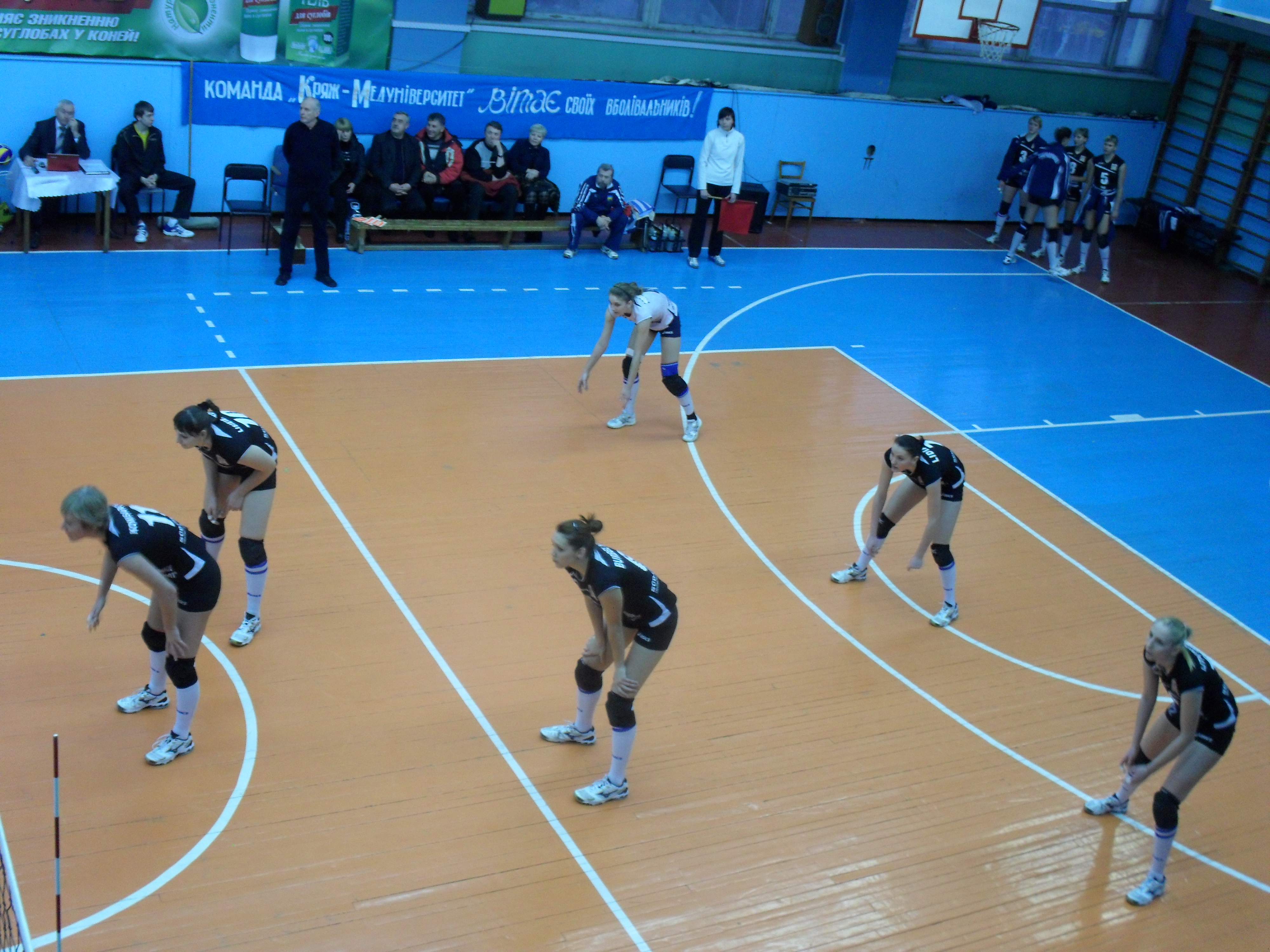

.